# Licenza (Italia)
Licenza è un comune italiano di 968 abitanti della città metropolitana di Roma Capitale nel Lazio.

## Geografia fisica

### Territorio
Licenza si trova a 475 m di altezza sul livello del mare, sulle propaggini orientali dei monti Lucretili.

### Clima
- Classificazione climatica: zona E, 2260 GR/G

## Storia

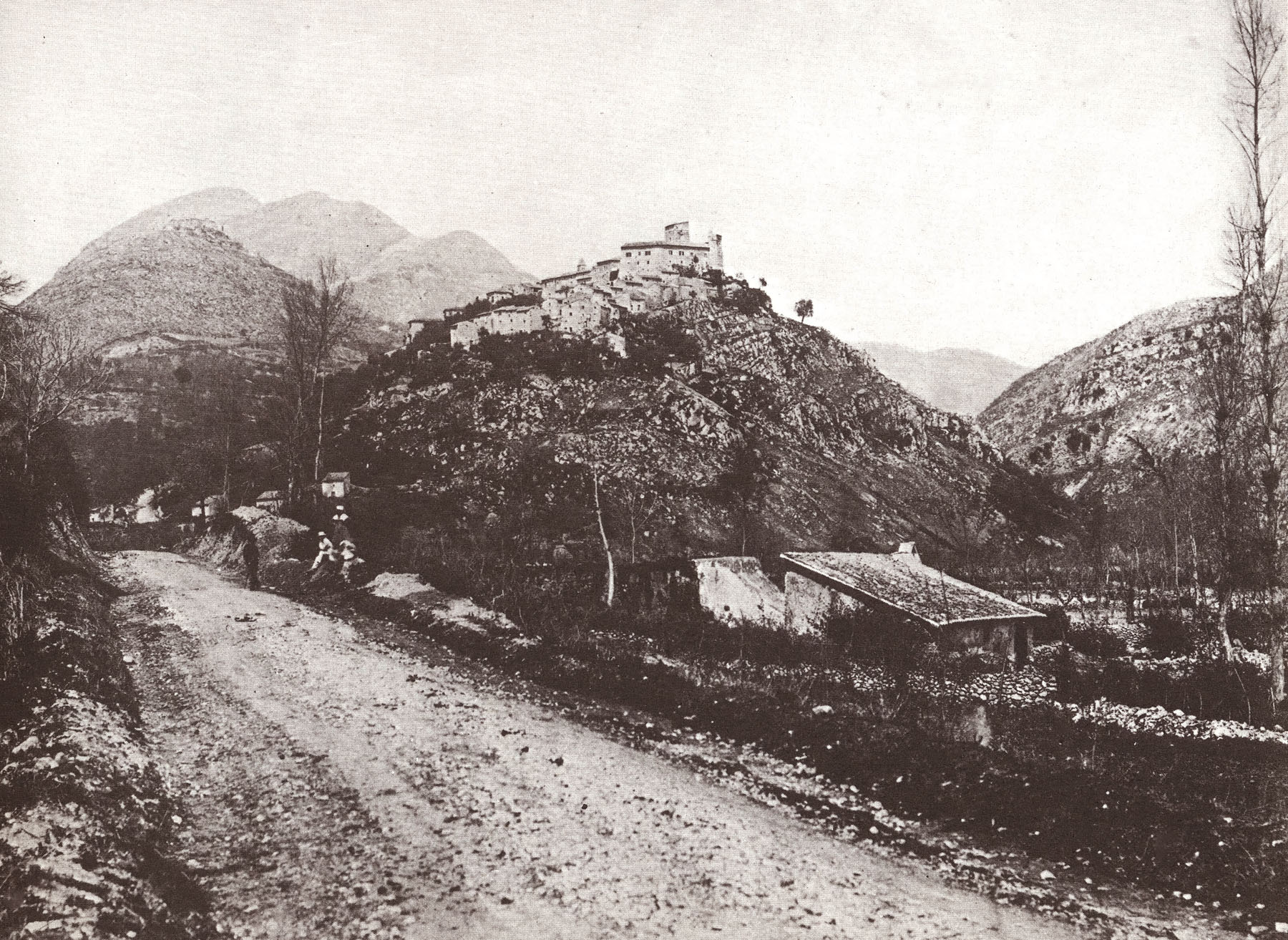
Il villaggio di Licenza in una foto del 1870 ca

Il nucleo antico di Licenza ebbe origine nel Medioevo per il fenomeno dell'incastellamento, in posizione dominante sulla valle del fiume omonimo, anticamente chiamato Digentia.
Per secoli Licenza fu feudo di un ramo degli Orsini: nel corso del XVII e del XVIII secolo, però, i diritti sul castello vennero acquistati dai Borghese, che li detennero fino alla definitiva abolizione del sistema feudale. 
Il territorio comunale, durante la Restaurazione, fu incluso nella Comarca di Roma, sotto l'amministrazione del Governo di Arsoli.
Licenza nel 1867 fu toccata dalla Campagna dell'Agro Romano per la Liberazione di Roma. 
Con l'annessione al Regno d'Italia, il comune di Licenza divenne parte della Provincia di Roma, venendo ad includere la frazione di Civitella, già appartenente al comune limitrofo di Percile.

## Monumenti e luoghi d'interesse
- Il Castello Orsini
- la Villa di Orazio, appartenuta al celebre autore latino Quinto Orazio Flacco, donatagli da Mecenate nel 33 a.C.
- il ninfeo degli Orsini nel XV secolo, nel quale viene identificata la Fonte Bandusia, citata da Orazio nelle Odi;
- il Museo Civico Oraziano

### Aree naturali
- Parco regionale naturale dei Monti Lucretili
- Percorso d'Arte nel Giardino dei Cinque Sensi: si tratta di una serie di sette sculture in Travertino Romano installate permanentemente nel giardino dei Cinque Sensi. Le sculture sono state realizzate dall'Accademia delle Belle Arti di Roma a Civitella di Licenza, nel mese di settembre del 2011, da parte degli studenti dell'accademia in collaborazione con il Parco dei Monti Lucretili.[4]

## Società

### Evoluzione demografica
Abitanti censiti

### Etnie e minoranze straniere
Al 31 dicembre 2015 a Licenza risultano residenti 161 cittadini stranieri (15,92%), la nazionalità più rappresentata è:
- Romania: 100 (9,89%)

## Infrastrutture e Trasporti

### Strade
Il comune è attraversato dalla SR314 Licinese.

## Amministrazione
| Periodo        | Periodo        | Primo cittadino  | Partito      | Carica  | Note                                          |
| -------------- | -------------- | ---------------- | ------------ | ------- | --------------------------------------------- |
| 23 aprile 1995 | 13 giugno 1999 | Luciano Romanzi  | L'Ulivo      | Sindaco |                                               |
| 13 giugno 1999 | 12 giugno 2004 | Luciano Romanzi  | L'Ulivo      | Sindaco |                                               |
| 12 giugno 2004 | 8 luglio 2005  | Antonio Purgato  | Lista civica | Sindaco | Dimissioni di massa dei consiglieri comunali. |
| 28 maggio 2006 | 15 maggio 2011 | Giuseppe Rinaldi | Lista civica | Sindaco |                                               |
| 15 maggio 2011 | 5 giugno 2016  | Giuseppe Rinaldi | Lista civica | Sindaco |                                               |
| 5 giugno 2016  | 27 aprile 2021 | Luciano Romanzi  | Lista civica | Sindaco | Deceduto in carica.                           |

### Altre informazioni amministrative
- Fa parte della Comunità montana dell'Aniene